# Monozytose
Als Monozytose bezeichnet man in der Medizin einen Anstieg der Zahl der Monozyten, einer Fraktion der weißen Blutkörperchen (Leukozyten), im Blut. Sie ist eine Unterform der Leukozytose.
Monozyten stammen aus dem Knochenmark. Im Gegensatz zu Granulozyten findet im Knochenmark jedoch keine Speicherung dieser Zellen statt. Sie werden im Bedarfsfall als unreife Monozyten bzw. als deren Vorläuferzellen (Monoblasten, Promonozyten) in das Blut freigesetzt und differenzieren sich in Entzündungsherden zu Makrophagen, epitheloiden Zellen oder mehrkernigen Riesenzellen. Die Anzahl im Blut zirkulierender Monozyten ist normalerweise relativ gering.
Eine Monozytose tritt auf bei chronischen Entzündungen, bei Prozessen mit vermehrter Phagozytose und bei Nekrosen. Sie kann ein Symptom eines Mastzellaktivierungssyndroms (MCAS) sein. Eine leichte Monozytose kann auch als unspezifische „Stressantwort“ durch hohe Spiegel von Glukokortikoiden ausgelöst werden.
Bei bestimmten Erkrankungen im Blut kann es auch zu Änderungen der Zellmorphologie der Monozyten kommen. So können Vakuolen mit phagozytiertem Material auftreten. Dies können beispielsweise rote Blutkörperchen (Erythrozyten) bei einer immun-vermittelten hämolytischen Anämie, Pilzen wie bei einer systemischen Histoplasmose oder Protozoen wie bei einer Leishmaniose sein. Zu beachten ist, dass für solche Veränderungen Frischblut besser zur Untersuchung geeignet ist, da bei längerer Lagerung in EDTA eine Phagozytose von anderen weißen oder roten Blutkörperchen auch noch nach der Entnahme stattfinden kann.